# Inesite
La inesite è un minerale.